# Mária Gulácsy
Mária Gulácsy, później Jármy (ur. 27 kwietnia 1941 w Berehowie, zm. 13 kwietnia 2015 w Budapeszcie) – węgierska florecistka, wicemistrzyni olimpijska i trzykrotna medalistka mistrzostw świata.
Zdobyła srebrny medal w konkurencji drużynowej florecistek na igrzyskach olimpijskich w Meksyku w 1968 roku. Węgierki w składzie: Ildikó Újlaky-Rejtő, Ildikó Farkasinszky-Bóbis, Paula Marosi, Lídia Dömölky-Sákovics i Mária Gulácsy przegrały w finale z reprezentacją ZSRR 3:9. Był to jej jedyny start olimpijski.
W dorobku ma także złote medale wywalczone na mistrzostwach świata w Buenos Aires (1962) i mistrzostwach świata w Montrealu (1967) oraz srebrny medal na mistrzostwach świata w Moskwie (1966). 
Po zakończeniu kariery pracowała jako nauczycielka.